# Góra Arctowskiego
Góra Arctowskiego (ang. Arctowski Peak) - góra na wschodnim wybrzeżu Ziemi Palmera w południowej części Półwyspu Antarktycznego w Antarktydzie Zachodniej. Jej wysokość wynosi 1410 m n.p.m. 
Górę odkryto i po raz pierwszy sfotografowano z powietrza w 1940 roku. Jej nazwa pochodzi od nazwiska polskiego polarnika Henryka Arctowskiego.